# Anna Sofie Hartmann
Anna Sofie Hartmann (* 1984 in Nakskov) ist eine dänische Regisseurin und Drehbuchautorin.

## Werdegang
Anna Sofie Hartmann wuchs in Nakskov in Dänemark auf. Während ihrer Schulzeit absolvierte sie ein Praktikum bei der von Peter Aalbæk Jensen und Lars von Trier gegründeten Produktionsfirma Zentropa und arbeitete auf Filmsets als Runnerin, Set-Assistentin und Komparsen-Koordinatorin. Sie studierte ein Jahr an der European Film School in Ebeltoft.
Später zog sie nach Berlin. Dort arbeitete sie als Fotografin und Videofilmerin mit dem isländisch-dänischen Künstler Olafur Eliasson, unter anderem für den Film Studies For Your Mobile Expectations.
Ab 2008 studierte sie an der Deutschen Film- und Fernsehakademie Berlin (dffb), wo sie mehrere Kurzfilme realisiert. Sie schloss das Studium ab mit dem langen Spielfilm Limbo, der auf dem San Sebastian IFF uraufgeführt wurde, in der Sektion New Directors. Limbo auf diversen internationalen Festivals gezeigt, und war 2015 für den Europäischen Filmpreis Discovery Award nominiert.
Ihr zweiter langer Spielfilm Giraffe, produziert von Komplizen Film, wurde im August 2019 am Film Festival von Locarno uraufgeführt, in der Sektion Cineasti del Presente. Der Film wurde unter anderem auf der Viennale aufgeführt, wo er mit dem FIPRESCI-Preis ausgezeichnet wurde.

## Filmographie (Auswahl)
(Quelle)
- 2009: Kleine große Schwester (Kurzfilm)
- 2011: Haus im See (Kurzfilm)
- 2013: Margueritte, mon corps (Kurzfilm)
- 2014: Limbo
- 2019: Giraffe

## Preise
- 2015: Nominierung Europäischer Filmpreis 2015 für den „Besten Nachwuchsfilm“ für Limbo (gemeinsam mit Ben von Lobeneck Nina Helveg)
- 2020: Preis der deutschen Filmkritik für den „Besten Spielfilm des Jahres“ für Giraffe